# Phaeosclera dematioides
Phaeosclera dematioides är en svampart som beskrevs av Sigler, Tsuneda & J.W. Carmich. 1981. Phaeosclera dematioides ingår i släktet Phaeosclera, klassen Dothideomycetes, divisionen sporsäcksvampar och riket svampar.   Inga underarter finns listade i Catalogue of Life.